# Kubousa elegans
Kubousa elegans är en skalbaggsart som beskrevs av Louis Albert Péringuey 1902. Kubousa elegans ingår i släktet Kubousa och familjen Melolonthidae. Inga underarter finns listade i Catalogue of Life.